# Indicatif régional 870

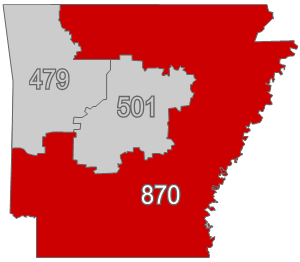
Carte du l'indicatif régional 870 dans l'Arkansas

L'indicatif régional 870 est l'indicatif téléphonique régional qui dessert le centre-nord, le nord-est, l'est et le sud de l'État de l'Arkansas aux États-Unis.
On peut voir les territoires desservis par les indicatifs régionaux de l'Arkansas sur cette carte de la North American Numbering Plan Administration.
L'indicatif régional 870 fait partie du Plan de numérotation nord-américain.

## Principales villes couvertes par l'indicatif
- Jonesboro
- Mountain Home
- Pine Bluff
- Texarkana
- West Memphis